# Глибокий вдих
Глибокий вдих (англ. Keep Breathing) — американський інтернет-серіал від Netflix про виживання у жанрі драми, пригоди, трилеру створений компаніями Quinn's House, Warner Bros. Television Studios. В головних ролях — Мелісса Баррера, Флоренція Лозано, Джефф Вільбуш, Хуан Пабло Еспіноса, Остін Стовелл.

## Історія
Перший сезон вийшов 28 липня 2022 року.
Серіал має 1 сезон. Завершився 6-м епізодом, який вийшов у ефір 28 липня 2022 року.

## Сюжет
Маленький літак падає десь у канадських хащах. Самотній уцілілій доводиться виборювати своє життя в битві проти стихії та особистих демонів.

## Знімальна група
Режисер серіалу — Меггі Кайлі, Ребекка Родрігез.
Сценарист серіалу — Брендан Ґалл, Мартін Геро.

### Актори та ролі
| Актор               | Роль          |
| ------------------- | ------------- |
| Мелісса Баррера     | Лів           |
| Джефф Вільбуш       | Денні         |
| Джослін Пікард      | молода Лів    |
| Флоренція Лозано    | мати Лів      |
| Хуан Пабло Еспіноса | батько Лів    |
| Остін Стовелл       | Сем           |
| Гетенеш Берге       | Рут           |
| Майк Допуд          | Джордж        |
| Мішель Чой-Лі       | доктор        |
| Стефані Ізсак       | Лідер скаутів |
| Кіт Дінікол         | суддя         |
| Катріна Рейнольдс   | вчитель       |
| Ранджит Самра       | охоронець     |
| Елісон Уондзура     |               |

## Сезони
| Сезон | Епізоди | Епізоди | Оригінальний показ | Оригінальний показ | Оригінальний показ |
| Сезон | Епізоди | Епізоди | Перший показ       | Останній показ     | Мережа             |
| ----- | ------- | ------- | ------------------ | ------------------ | ------------------ |
| 1     | 6       | 6       | 28 липня 2022      | 28 липня 2022      | Netflix            |

## Список серій

### Сезон 1 (2022)
| № | # | Назва                                   | Режисер          | Сценарист                              | Перший ефір у США |
| --- | - | --------------------------------------- | ---------------- | -------------------------------------- | ----------------- |
| 1 | 1 | «Прибуття» «Arrivals»                   | Меггі Кайлі      | Брендан Ґалл, Мартін Геро              | 28 липня 2022     |
| Рейс до Інувіка скасовують, але нью-йоркській юристці Лів Рів’єрі будь-що треба туди потрапити, тож вона сідає в приватний літак. А потім трапляється катастрофа. |   |                                         |                  |                                        |                   |
| 2 | 2 | «Вогонь і вода» «Fire & Water»          | Меггі Кайлі      | Брендан Ґалл, Мартін Геро              | 28 липня 2022     |
| Літак опиняється на дні холодного озера. Лів намагається дістати цінні речі, але їй заважають привиди власного минулого.                                          |   |                                         |                  |                                        |                   |
| 3 | 3 | «Ієрархія потреб» «Hierarchy of Needs»  | Меггі Кайлі      | Брендан Ґалл, Мартін Геро              | 28 липня 2022     |
| У диких хащах Лів намагається знайти їжу, воду й притулок, а також видобути вогонь. Спогади розкривають її болісне минуле й причину подорожі.                     |   |                                         |                  |                                        |                   |
| 4 | 4 | «Відправлення» «Departures»             | Ребекка Родрігез | Ітуррі Соса, Брендан Ґалл, Мартін Геро | 28 липня 2022     |
| Спогади про дитинство допомагають і водночас заважають винахідливій Лів у її мандрівці лісом у пошуках світла, яке вона побачила минулої ночі.                    |   |                                         |                  |                                        |                   |
| 5 | 5 | «Пробудження та сон» «Awake & Dreaming» | Ребекка Родрігез | Брендан Ґалл, Мартін Геро              | 28 липня 2022     |
| Лів опиняється в пастці. Перебуваючи на межі свідомості, вона має вирішити: боротися далі за своє життя чи здатися.                                               |   |                                         |                  |                                        |                   |
| 6 | 6 | «Ти вдома» «You Are Home»               | Ребекка Родрігез | Брендан Ґалл, Мартін Геро              | 28 липня 2022     |
| Після величезного стрибка Лів стикається з низкою серйозних перешкод, але видіння про близьких допомагають їй віднайти надію та розуміння, що робити.             |   |                                         |                  |                                        |                   |